# Центральний (Слободський район)
Центра́льний (рос. Центральный) — селище у складі Слободського району Кіровської області, Росія. Адміністративний центр Озерницького сільського поселення.
Населення становить 755 осіб (2010, 1041 у 2002).
Національний склад станом на 2002 рік — росіяни 96 %.